# أكسيد أحادي نصفي
الأكسيد الأحادي النصفي  هو الأكسيد الذي يحتوى على ثلاث ذرات من الأكسجين وذرتان (أو جذران حران). ومثال لذلك الألومينا.